# Galactic supermarket
Galactic supermarket is het tweede album van The Cosmic Jokers. 

## Inleiding
Die band bestond eigenlijk niet; het was een samenraapsel van musici die door muziekproducent Rolf-Ulrich Kaiser de geluidsstudio van Dieter Dierks was ingelokt voor wat sessie en waar hij zonder de musici op de hoogte van te stellen albums van uitgaf. Er deden al snel geruchten de ronde dat tijdens de opnamen niet iedereen even nuchter was van drugs, maar die geruchten werden net zo hard weer tegengesproken. Ook zouden de musici niet betaald zijn bij de uitgave op elpee, maar ook dat bleef steken in het geruchtencircuit. Het album werd uitgegeven op het sublabel Ohr Kosmische Kuriere. Het album kent diverse heruitgaven, waarvan die uit 2020 (Breeze Music GmbH) gebruik zou hebben gemaakt van de originele mastertapes.  
Wat overbleef zijn twee plaatkantlange nummers binnen de genres spacerock,  psychedelische rock en krautrock  Belangrijkste invloeden komen van de muziek van Ash Ra Tempel, zowel Göttsching als Schulze speelde daarin.

## Musici
- Dieter Dierks, Jürgen Dollase, Manuel Göttsching, Harald Großkopf, Klaus Schulze – muziekinstrumenten
- Gille Lettmann, Rosi Müller – stemmen

Lettmann was de vrouw van Kaiser, Müller van Göttsching; hun bijdragen bestaan uit psychedelische zang.

## Muziek
| Nr. | Titel                | Duur  |
| --- | -------------------- | ----- |
| 1.  | Kinder des Alls      | 18:54 |
| 2.  | Galactic supermarket | 19:24 |